# Ostrý (Stránka)
Ostrý je malá vesnice, část obce Stránka v okrese Mělník ve Středočeském kraji. Nachází se asi tři kilometry východně od Stránky. Je zde evidováno 13 adres. Trvale zde žije 9 obyvatel.
Ostrý je také název katastrálního území o rozloze 0,95 km².

## Historie
První písemná zmínka o vesnici pochází z roku 1454.

## Obyvatelstvo
| Rok            | 1869 | 1880 | 1890 | 1900 | 1910 | 1921 | 1930 | 1950 | 1961 | 1970 | 1980 | 1991 | 2001 | 2011 | 2021 |
| -------------- | ---- | ---- | ---- | ---- | ---- | ---- | ---- | ---- | ---- | ---- | ---- | ---- | ---- | ---- | ---- |
| Počet obyvatel | 56   | 68   | 58   | 48   | 57   | 60   | 77   | 30   | 35   | 21   | 15   | 13   | 9    | 16   | 14   |
| Počet domů     | 12   | 12   | 12   | 11   | 12   | 12   | 12   | 14   | 14   | 9    | 5    | 12   | 12   | 12   | 12   |

## Obecní správa
Při sčítání lidu v letech 1850–1960 byl Ostrý osadou obce Vrátno, se kterým patřil nejprve do okresu Mnichovo Hradiště, v roce 1950 do okresu Doksy a od roku 1960 k okresu Mělník. Od 12. června 1960 do 31. prosince 1979 byl částí obce Stránka v okrese Mělník. Od 1. ledna 1980 do 23. listopadu 1990 byl částí města Mšeno v okrese Mělník. Od 24. listopadu 1990 je opět částí obce Stránka v okrese Mělník.